# Ca Mossèn Pau Figuerola
Ca Mossèn Pau Figuerola és una casa de Valls (Alt Camp) protegida com a Bé Cultural d'Interès Local.

## Descripció
Edifici entre mitgeres amb una façana força interessant. La casa té baixos i tres plantes més. El portal d'entrada amb dos fulles de fusta, amples i altes, presenta un arc de gran radi amb muntant de pedra. Als dos costats d'aquesta entrada, hi ha un parell de finestres, encara que la inferior està tapada.
A la primera planta, hi ha tres portes, que comuniquen amb un balcó que va de banda a banda de les parets mitgeres, amb un perfil motllurat de base i una barana de ferro amb un dibuix de cercles que formen una sanefa a la part inferior.
Al segon pis, hi ha tres balcons en els quals pràcticament es repeteixen els muntants i les lindes de la planta primera. Al tercer pis, hi ha tres finestres emmarcades perfectament. La cornisa es recolza en 13 petites que es reparteixen asimètricament.